# Captain America and The Avengers
Captain America and the Avengers è un videogioco arcade picchiaduro a scorrimento del 1991 sviluppato da Data East. La Data East e la Mindscape pubblicarono conversioni per le console Sega Mega Drive, Super Nintendo Entertainment System, Game Gear e Game Boy.
Un omonimo videogioco a piattaforme è stato pubblicato per Nintendo Entertainment System nello stesso anno.

## Modalità di gioco
In Captain America and the Avengers si controllano i quattro supereroi Marvel Capitan America, Iron Man, Visione e Occhio di Falco. Il gioco è composto da cinque livelli.